# Micrempis carpofusca
Micrempis carpofusca är en tvåvingeart som beskrevs av Teskey 1983. Micrempis carpofusca ingår i släktet Micrempis och familjen puckeldansflugor.
Artens utbredningsområde är Ecuador. Inga underarter finns listade i Catalogue of Life.